# Prothoe
Prothoe är ett släkte av fjärilar. Prothoe ingår i familjen praktfjärilar.

## Bildgalleri

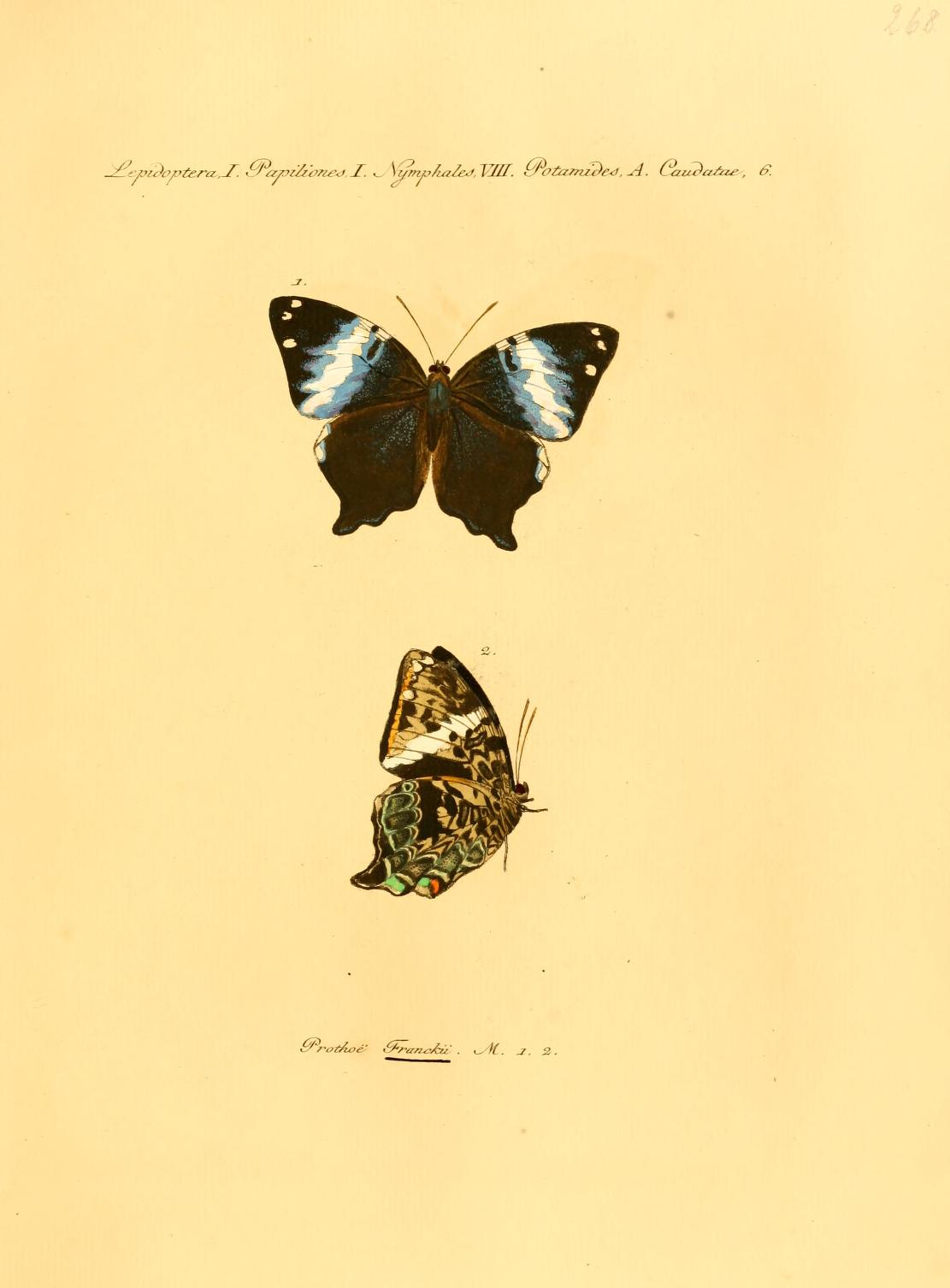
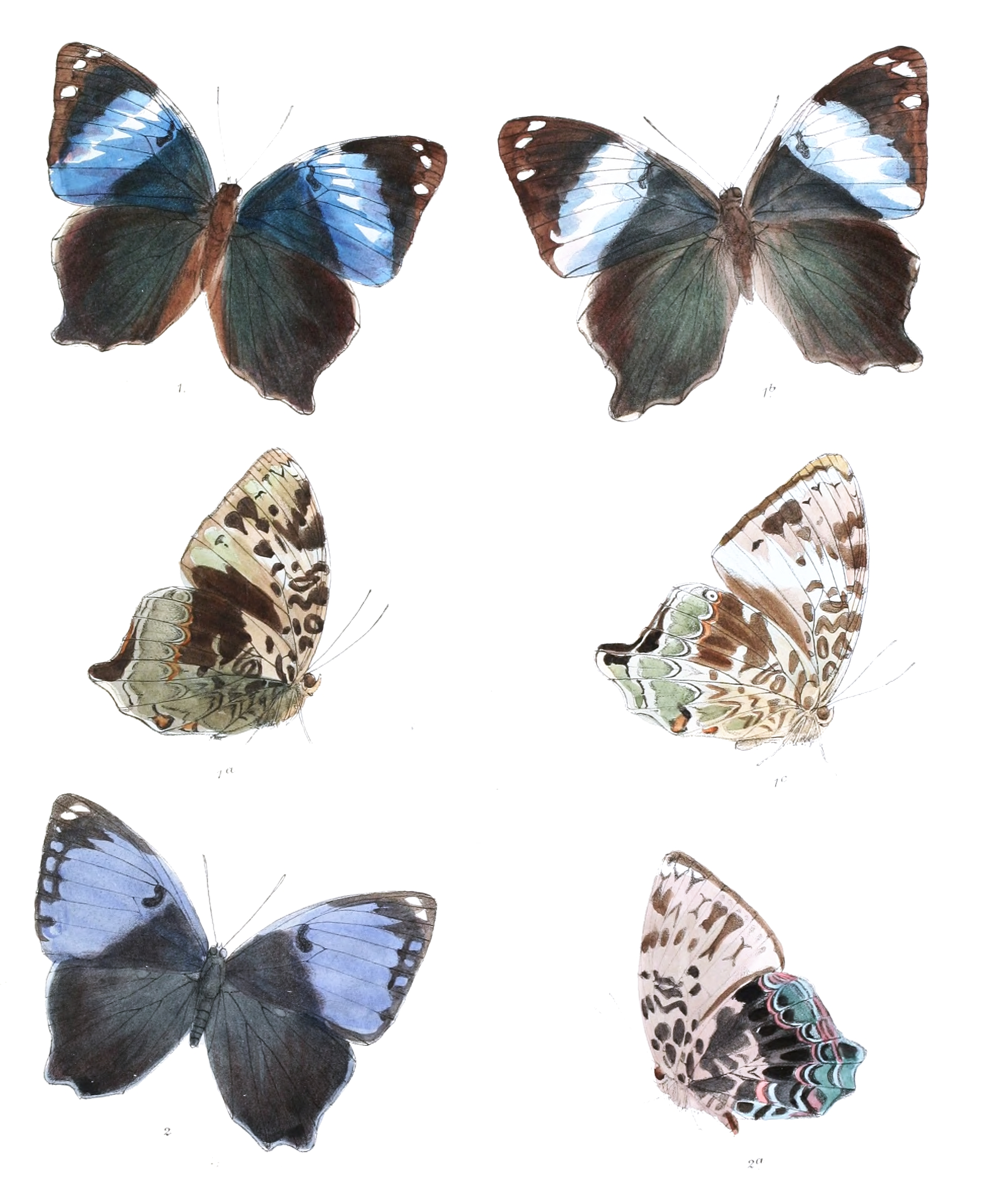
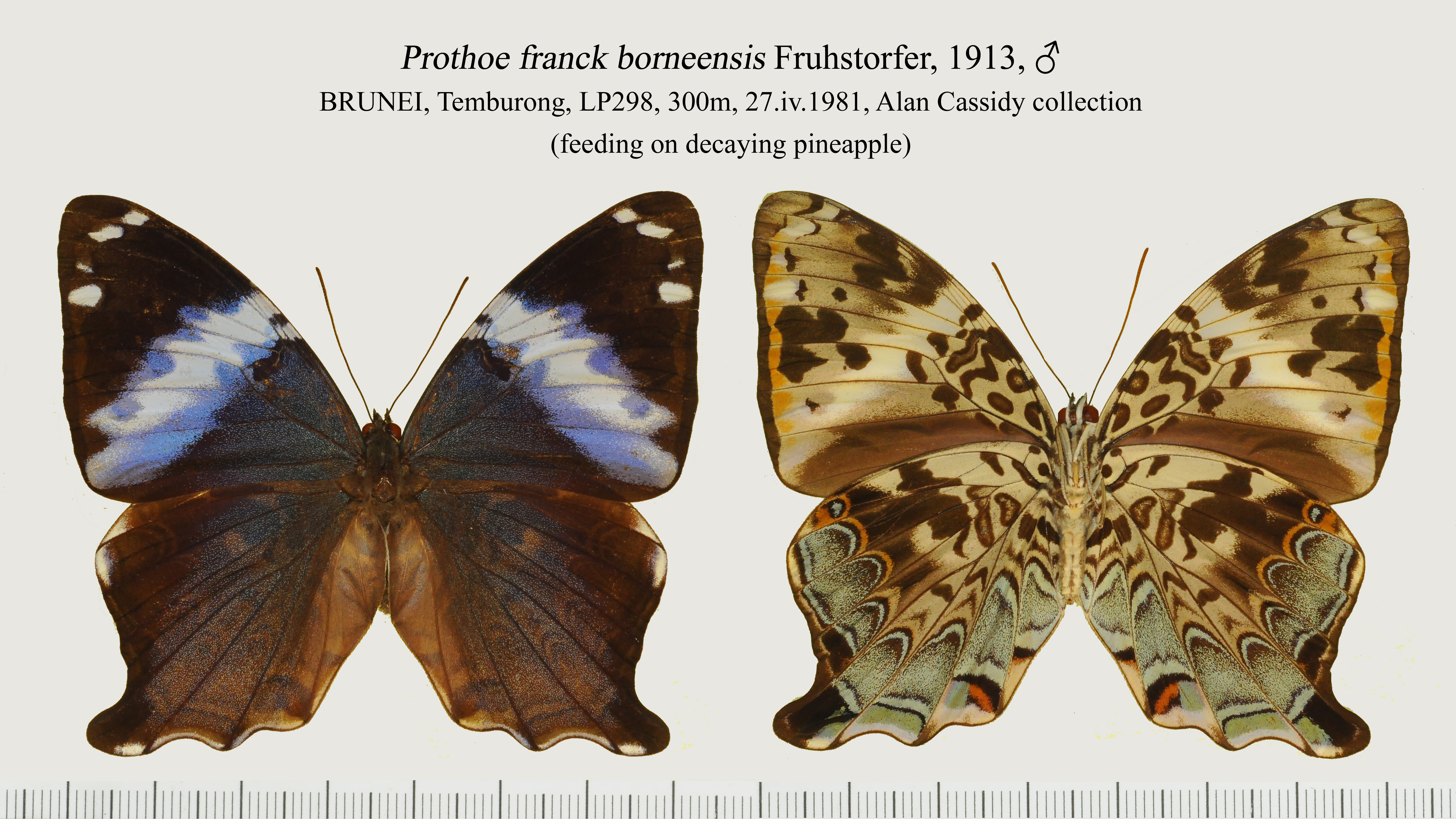
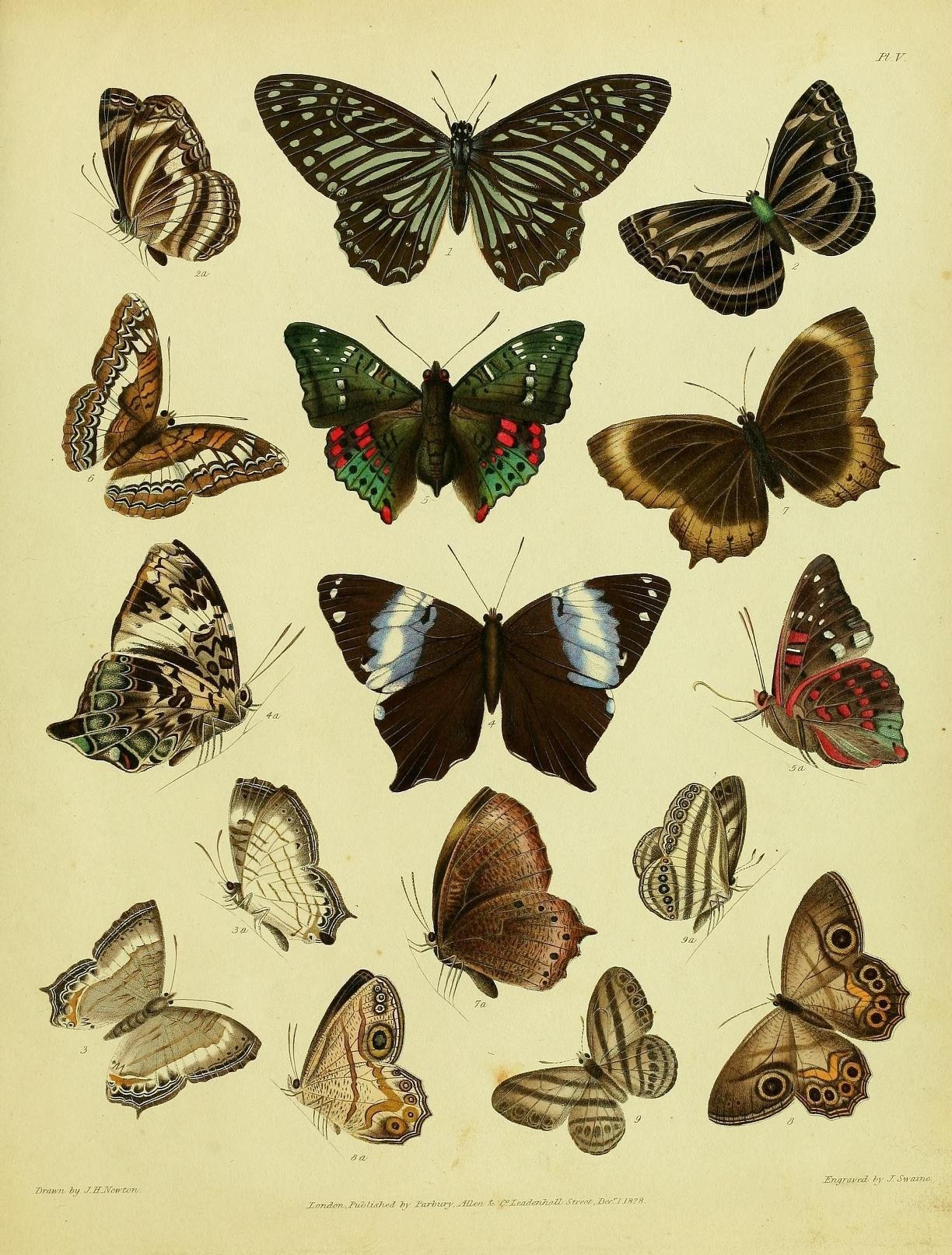

## Dottertaxa tillProthoe, i alfabetisk ordning[1]
- Prothoe adua
- Prothoe angelica
- Prothoe aphrodite
- Prothoe auricinia
- Prothoe australis
- Prothoe belisama
- Prothoe bifasciata
- Prothoe borneensis
- Prothoe calydonia
- Prothoe cephalinia
- Prothoe chrysodonia
- Prothoe decolorata
- Prothoe dohertyi
- Prothoe franck
- Prothoe franckii
- Prothoe guilelmi
- Prothoe guizonis
- Prothoe heterodonia
- Prothoe hewitsoni
- Prothoe irma
- Prothoe layardi
- Prothoe leucis
- Prothoe mafalda
- Prothoe mahasthama
- Prothoe menodora
- Prothoe mulderi
- Prothoe nausikaa
- Prothoe necopinata
- Prothoe niasica
- Prothoe nicrostrate
- Prothoe phameralis
- Prothoe plateni
- Prothoe praesignis
- Prothoe regalis
- Prothoe ribbei
- Prothoe satgeii
- Prothoe schultzi
- Prothoe schönbergi
- Prothoe semperi
- Prothoe uniformis
- Prothoe westwoodii
- Prothoe vilma